# Janthinea friwaldszkii
Janthinea friwaldszkii là một loài bướm đêm trong họ Noctuidae.